# مورتنسن ۵۱۰۶
سیارک ۵۱۰۶ (به انگلیسی: 5106 Mortensen، نامگذاری:1987DJ) پنج هزار و صد و ششمین سیارک کشف شده‌است که در ۱۹ فوریه ۱۹۸۷ کشف شد.
قدر مطلق سیارک برابر ۱۱٫۹۰ است.